# Heilig-Geist-Kirche (Kyritz)

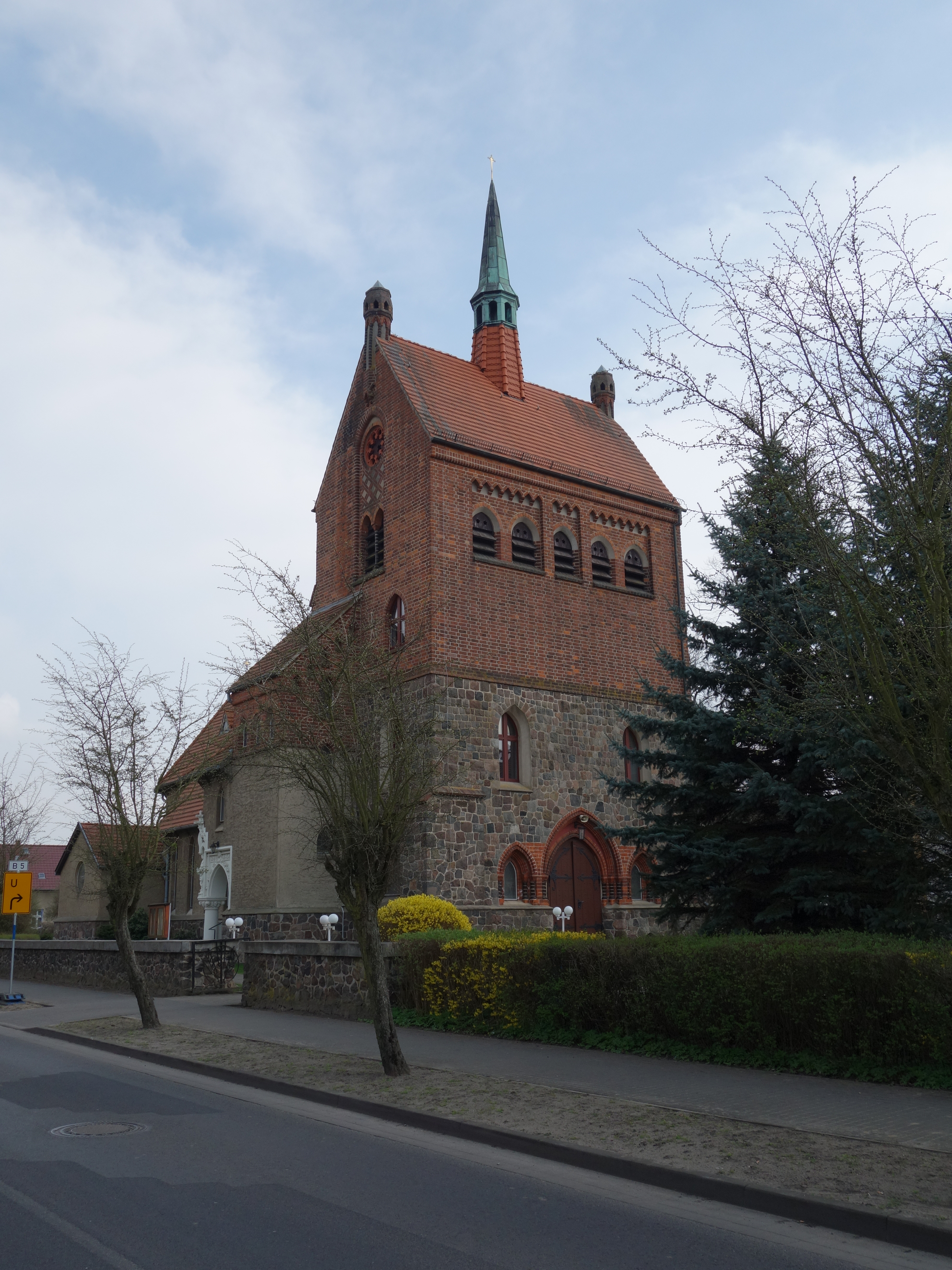
Heilig-Geist-Kirche, Blick von der Straßenseite aus Nordwesten (2016)

Die katholische Heilig-Geist-Kirche in Kyritz im Brandenburger Landkreis Ostprignitz-Ruppin ist ein historistischer Bau mit neuromanischen und neugotischen Elementen. Das Gebäude steht mitsamt der Gartenanlage unter Denkmalschutz. 

## Lage
Die Kirche steht in der Hagenstraße der Stadt Kyritz.

## Geschichte
Zwar sind erste Gottesdienste durch Geistliche aus Nauen bereits ab 1883 belegt, eine offizielle Gemeindegründung erfolgte jedoch erst 1911. Vor dem Bau der Kirche fanden diese in einem Betraum eines Hintergebäudes statt, seit 1909 unter der Zuständigkeit von Pfarrer Pietryga. Unter seiner Bauherrschaft und nach dem Entwurf des Architekten Josef Welz (oder auch Heinrich Welz) wurde das Gotteshaus schließlich errichtet. Am 17. Juni 1912 folgte die Einweihung. Nachdem die Kirche den Zweiten Weltkrieg ohne Schäden überstanden hatte, wurde sie zeitweise ebenfalls von der evangelischen Gemeinde genutzt. In deren Kirche war ein Flüchtlingslager eingerichtet worden.
Nach der Liturgiereform wurde entschieden, das neugotische Retabel einzulagern. Dieser Entschluss hielt jedoch nur eine begrenzte Zeit, sodass es in den 1980er Jahren wieder an seinem ursprünglichen Ort platziert wurde. Die Konsekration des Altars fand am 21. Juni 1964 statt.
Im Jahr 1993 wurde ein neugebautes Gemeindezentrum neben der Kirche eingeweiht.
Bis zur Aufhebung der Dekanate des Erzbistums Berlin 2021 gehörte die Kirche zum Dekanat Wittenberge. Die Zahl der Gemeindemitglieder beträgt heute rund 650.

## Beschreibung

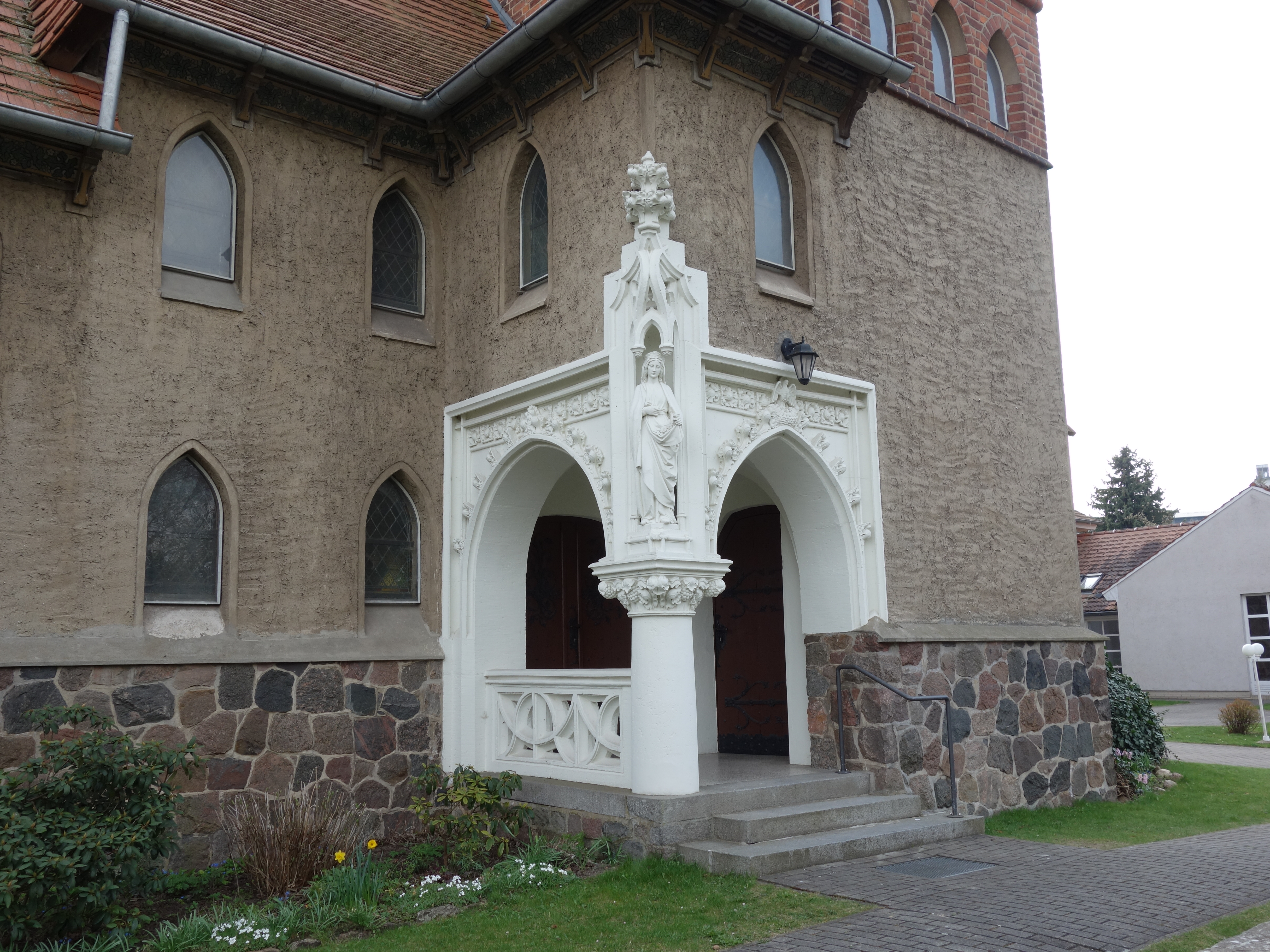
Portal auf der Nordseite (2016)

Es handelt sich um einen historistischen Bau mit sowohl neuromanischen als auch neugotischen Elementen. Die am Langhaus verputzte, dreischiffige Kirche auf einem Feldsteinsockel besitzt einen massiven Westquerturm aus Feld- und Backstein. Darauf thront ein Dachreiter. Neben dem Eingang auf der Westseite besteht auf der Nordseite der Kirche ein weiteres Portal im Stil der Neugotik. Es trägt eine Statue der heiligen Elisabeth.
Auf der Innenseite der Apsis, im Chor befindet sich ein Netzrippengewölbe. Der Kirchenraum wird durch verzierte Säulen aus Holz gegliedert, welche auch die hölzerne Decke und Empore tragen.

## Ausstattung
Die Kirche besitzt ein neugotisches Altarretabel, das mehrere Szenen darstellt: die Aussendung des Heiligen Geistes, die Taufe Jesu sowie Mariä Verkündigung. Weiterhin verfügt der Bau über eine Empore. Diese verläuft über drei Seiten.
Die Orgel von 1912 stammt vom Anton Feith. Sie wurde 1955 restauriert. Eine Erweiterung erfolgte durch Hans Voit aus Rathenow.